# Pékin Express : Duos de choc (2010)
Vous pouvez aider à l'améliorer ou bien discuter des problèmes sur sa page de discussion.
- Il n'est pas vérifiable et peut contenir des informations totalement erronées. Il est fortement conseillé aux contributeurs d'étayer son contenu par des sources fiables. Sans cela, sa suppression pourrait être envisagée. (si vous venez d'apposer le bandeau, veuillez cliquer sur ce lien pour créer la discussion et en afficher les indications). (Marqué depuis août 2022)
- Il peut contenir un travail inédit ou des déclarations non vérifiées. Vous pouvez l’améliorer en ajoutant des références. (Marqué depuis août 2022)

- Archive Wikiwix
- Bing
- Cairn
- DuckDuckGo
- E. Universalis
- Gallica
- Google
- G. Books
- G. News
- G. Scholar
- Persée
- Qwant
- (zh) Baidu
- (ru) Yandex
- (wd) trouver des œuvres sur Wikidata

Vous pouvez aider à l'améliorer ou bien discuter des problèmes sur sa page de discussion.
- Certaines de ses couleurs nuisent à son accessibilité et ne respectent pas la charte graphique. Les couleurs ne sont pas interdites, mais il est conseillé d'en faire un usage modéré qui respecte les normes d'accessibilité. (Marqué depuis août 2022)
- Son texte doit être wikifié : il ne correspond pas à la mise en forme Wikipédia (style, typographie, liens internes, liens entre les wikis, etc.). (Marqué depuis août 2022)
- Sa typographie ne respecte pas les conventions de Wikipédia. Vous pouvez solliciter de l’aide de l’Atelier typographique. (Marqué depuis août 2022)
- Il n’est pas rédigé dans un style encyclopédique. (Marqué depuis août 2022)
- Il présente trop d'images par rapport à sa longueur. Ceci va à l'encontre de l'esprit de synthèse, rend la lecture difficile, et allonge la durée de téléchargement pour les connexions lentes. Voir les recommandations sur les images. (Marqué depuis août 2022)

Cet article concerne la saison diffusée en 2010. Pour la saison du même nom diffusée en 2022, voir Pékin Express : Duos de choc (2022).
Pékin Express : Duos de choc est la 6e édition de Pékin Express, émission de télévision franco-belgo-luxembourgeoise de téléréalité, diffusée chaque semaine sur M6 du samedi 6 novembre 2010 au samedi 25 décembre 2010, et la 1re édition spéciale. Elle est présentée par Stéphane Rotenberg, désigné comme directeur de course. Ce sont Taïg Khris et Chloé, l'équipe des inconnus, qui l'emportent. Ils empochent la somme de 30 000 € pour l'association Unicef.

## Production et organisation
L'émission est présentée par Stéphane Rotenberg, qui a le rôle de directeur de course, et est produite par Studio 89 Productions.
Cette saison met pour la première fois des célébrités dans la course. Ces six binômes de célébrités partent à la découverte de l'Inde. Les duos de choc jouent au profit d'une association qu'ils ont choisi eux-mêmes de représenter. Le tournage a débuté en août 2010 en Inde pour une durée de trois semaines.
Lors des demi-finale et finale, l'émission est suivie en deuxième partie de soirée par Pékin Express : Ils nous disent tout. La première soirée est organisée avec les quatre duos éliminés avant la finale. Pour le dernier numéro, tous les candidats de la saison sont réunis.

## Principe
Comme pour chaque saison de Pékin Express, chaque équipe gère un budget équivalent à un euro par jour et par personne. Cette année, les équipes reçoivent :
- Inde → 59 INR

Cet argent est alloué à l'achat de nourriture et doit être utilisé uniquement pendant les heures de course. Pour leur progression, les équipes doivent pratiquer l'auto-stop, et se faire offrir le gîte et le couvert la nuit tombée. Chaque équipe se voit attribuer une balise lui permettant d'être notifiée du début et de la fin de la course. Cette balise doit être remise au directeur de course, action marquant alors la fin de l'aventure.
Pour cette édition spéciale, les équipes reçoivent 2 000 € pour leurs associations à chaque fois qu'elles démarrent une nouvelle étape.

### Règles habituelles
Pour cette saison, les règles habituelles sont présentes, à savoir : l'épreuve d'immunité, qui permet à une équipe d'être immunisée le reste de l'étape ; le drapeau rouge, qui permet au binôme l'ayant en sa possession de stopper des concurrents dans leur course pendant 15 min ; le drapeau noir, qui rétrograde d'une place au classement le binôme l'ayant en sa possession à l'arrivée ; le handicap remis à l'équipe arrivée dernière lors d'une étape non-éliminatoire; la bonus qui permet à une équipe de vivre un moment unique à la découverte d'un lieu exceptionnel ou de pouvoir obtenir un toit pour la nuit; l' enveloppe noire qui permet de savoir si l'étape est éliminatoire ou non; les équipes mixées qui impose de devoir faire la route avec un autre candidat sous la forme des pousseurs et des ralentisseurs.

### Nouveautés
Pour cette saison, d'autres règles viennent s'ajouter, à savoir : la voiture bonus, qui permet à une équipe d'être emmenée directement à un point précis dans une limousine, sans avoir besoin de faire de l'auto-stop ; la contrainte, qui impose aux binômes de prendre des véhicules respectant certaines conditions ; le candidat de secours, qui permet en cas d'abandon d'une personnalité, de pouvoir se faire remplacer par un nouveau candidat; la course vs la montre, qui oblige les candidats à se battre cette fois contre le temps.

## Le parcours
| Étapes | Pays | Parcours                                  | Kilomètres | Excursions              |
| ------ | ---- | ----------------------------------------- | ---------- | ----------------------- |
| 1      | Inde | Bhatwari - Senge - Uttarkashi - Rishikesh |            |                         |
| 2      | Inde | Rishikesh - Geevan Puri - Delhi           |            |                         |
| 3      | Inde | New Delhi                                 |            |                         |
| 4      | Inde | Delhi - Agra - Saiyan - Orchhâ            |            | Taj Mahal               |
| 5      | Inde | Orchhâ - Khajurâho - Jabalpur             |            | Temples de Khajurâho    |
| 6      | Inde | Jabalpur - Khawasa - Ramtek               |            | Parc national de Tadoba |
| 7      | Inde | Bangalore - Tiruvannamalai - Chennai      |            |                         |
| 8      | Inde | Chennai - Mahabalipuram - Pondichéry      |            |                         |

|  |

## Les candidats et les résultats
|                   | Présentation des équipes | Étapes | Étapes | Étapes | Étapes             | Étapes             | Étapes             | Étapes             | Étapes                 | Étapes                 | Étapes                 | Étapes                 |
| 1                 | Présentation des équipes | 2      | 3      | 4      | 5                  | 6                  | 7                  | 8                  | 8                      | 8                      | 8                      |                        |
| ----------------- | --- | ------ | ------ | ------ | ------------------ | ------------------ | ------------------ | ------------------ | ---------------------- | ---------------------- | ---------------------- | ---------------------- |
| Drapeau de l'Inde | Présentation des équipes |        |        |        |                    |                    |                    |                    |                        |                        |                        |                        |
| 1er               | Taïg Khris et Chloé L'équipe des inconnus Jouent pour l'association Unicef Remportent 30 000 € pour leur association                                                              | 1er    | 3e     | 1er    | 2e                 | 1er                | 2e                 | 3e                 | 1er                    | 1er                    | 1er                    | 1er                    |
| 1er               | Taïg Khris et Chloé L'équipe des inconnus Jouent pour l'association Unicef Remportent 30 000 € pour leur association                                                              |        |        |        |                    |                    |                    |                    | -                      | -                      | -                      |                        |
| 2e                | Victoria Monfort / Hoang et Frédéric Lama L'équipe des fille et fils de... / La nouvelle équipe Jouent pour l'association Face au monde Remportent 20 000 € pour leur association | 3e     | 2e     | 3e     | 1er                | 4e                 | -                  | 1er                | 2e                     | 2e                     | 2e                     | 2e                     |
| 2e                | Victoria Monfort / Hoang et Frédéric Lama L'équipe des fille et fils de... / La nouvelle équipe Jouent pour l'association Face au monde Remportent 20 000 € pour leur association |        |        |        |                    |                    |                    |                    | -                      | -                      | -                      | -                      |
| 3e                | Stéphane Plaza et Sandrine Corman L'équipe des animateurs d'M6 Jouent pour les associations CHEM et 30 Millions d'amis Remportent 18 000 € pour leurs associations                | -      | 1er    | 2e     | 3e                 | 2e                 | 1er                | 2e                 | 3e                     | 3e                     | 3e                     | 3e                     |
| 3e                | Stéphane Plaza et Sandrine Corman L'équipe des animateurs d'M6 Jouent pour les associations CHEM et 30 Millions d'amis Remportent 18 000 € pour leurs associations                |        |        |        |                    |                    |                    |                    | E                      | -                      | NE                     |                        |
| 4e                | Alain Bouzigues et Jeanne Savary L'équipe Caméra Café Jouent pour l'association Ligue nationale contre le cancer Remportent 16 000 € pour leur association                        | 4e     | 4e     | 4e     | 4e                 | 3e                 | 3e                 | 4e                 | Éliminés (Demi-finale) | Éliminés (Demi-finale) | Éliminés (Demi-finale) | Éliminés (Demi-finale) |
| 4e                | Alain Bouzigues et Jeanne Savary L'équipe Caméra Café Jouent pour l'association Ligue nationale contre le cancer Remportent 16 000 € pour leur association                        |        |        |        |                    |                    | NE                 | E                  | Éliminés (Demi-finale) | Éliminés (Demi-finale) | Éliminés (Demi-finale) | Éliminés (Demi-finale) |
| 5e                | Emmanuel de Brantes et Albert de Paname L'équipe des dandys Jouent pour l'association Action Innocence Remportent 10 000 € pour leur association                                  | 2e     | -      | 5e     | 5e                 | 5e                 | Eliminés (étape 5) | Eliminés (étape 5) | Eliminés (étape 5)     | Eliminés (étape 5)     | Eliminés (étape 5)     | Eliminés (étape 5)     |
| 5e                | Emmanuel de Brantes et Albert de Paname L'équipe des dandys Jouent pour l'association Action Innocence Remportent 10 000 € pour leur association                                  |        |        |        | NE                 | E                  | Eliminés (étape 5) | Eliminés (étape 5) | Eliminés (étape 5)     | Eliminés (étape 5)     | Eliminés (étape 5)     | Eliminés (étape 5)     |
| 6e                | Isabelle Morini-Bosc et Christian Califano L'équipe des experts Jouent pour l'association Perce-Neige Remportent 6 000 € pour leur association                                    | 5e     | 5e     | 6e     | Éliminés (étape 3) | Éliminés (étape 3) | Éliminés (étape 3) | Éliminés (étape 3) | Éliminés (étape 3)     | Éliminés (étape 3)     | Éliminés (étape 3)     | Éliminés (étape 3)     |
| 6e                | Isabelle Morini-Bosc et Christian Califano L'équipe des experts Jouent pour l'association Perce-Neige Remportent 6 000 € pour leur association                                    | NE     | NE     | E      | Éliminés (étape 3) | Éliminés (étape 3) | Éliminés (étape 3) | Éliminés (étape 3) | Éliminés (étape 3)     | Éliminés (étape 3)     | Éliminés (étape 3)     | Éliminés (étape 3)     |

| Étape             | Étape | Étape       | Binômes participants | Gagnants                                                |
| ----------------- | ----- | ----------- | --- | ------------------------------------------------------- |
| Drapeau de l'Inde | 1     | Immunités   | Taïg et Chloé (aidés par Frédéric et Victoria) - Stéphane et Sandrine (aidés par Alain et Jeanne)                        | Stéphane et Sandrine                                    |
| Drapeau de l'Inde | 2     | Immunités   | Taïg et Chloé - Frédéric et Victoria - Emmanuel et Albert                                                                | Emmanuel et Albert                                      |
| Drapeau de l'Inde | 3     | Sprints     | Emmanuel et Albert - Taïg et Chloé - Frédéric et Victoria Stéphane et Sandrine - Isabelle et Christian - Alain et Jeanne | Taïg et Chloé Stéphane et Sandrine Frédéric et Victoria |
| Drapeau de l'Inde | 4     | Immunités   | Taïg et Chloé - Stéphane et Sandrine                                                                                     | Stéphane et Sandrine                                    |
| Drapeau de l'Inde | 5     | Immunités   | Stéphane et Sandrine - Taïg et Chloé - Alain et Jeanne                                                                   | Taïg et Chloé                                           |
| Drapeau de l'Inde | 6     | Immunités   | Frédéric et Hoang - Taïg et Chloé                                                                                        | Frédéric et Hoang                                       |
| Drapeau de l'Inde | 7     | Demi-Finale | Demi-Finale | Demi-Finale                                             |
| Drapeau de l'Inde | 8     | Finale      | Finale | Finale                                                  |

Légende
- Un résultat en vert indique que l'équipe est immunisée.
- Un résultat en rouge indique que l'équipe est arrivée dernière.
- Ce logo  indique que l'équipe a fini la course avec le drapeau noir.
- Ce logo  indique que l'équipe a eu le drapeau rouge.
- Ce logo  indique que l'équipe a bénéficié de la voiture bonus.
- Ce logo  indique que l'équipe a remporté une amulette de 4 000 €.
- Ce logo  indique que l'équipe a remporté une extra-amulette de 4 000 €.
- Ce logo  indique que l'équipe a remporté une amulette d'or de 14 000 €
- Les sigles E et NE indiquent le résultat de l'étape (Éliminatoire ou Non-Éliminatoire).

Notes
- Chloé était candidate lors de la saison 5 de Pékin Express, aux côtés d'Anne-Marie, qui l'avait contrainte à l'abandon.
- Hoang était candidat lors de la saison 5 de Pékin Express, aux côtés de sa sœur, Quyen. Il a également participé à la deuxième saison d'itinéraire bis, aux côtés de Mehdi, candidat de la saison 11.
- Sandrine Corman et Stéphane Plaza ont tous les deux été passager mystère lors de la saison 8, lors de l'étape 4 aux Philippines pour elle, et l'étape 10 en Australie pour lui.

## Audimat

### Pékin Express: Duos de choc
| Épisode | Jour et horaire de diffusion          | Téléspectateurs en million(s) | Parts de marché (sur les 4 ans et plus) | Référence |
| ------- | ------------------------------------- | ----------------------------- | --------------------------------------- | --------- |
| 1       | Samedi 6 novembre 2010 (20:45-23:20)  | 3 397 000                     | 16,6 %                                  | [ 6 ]     |
| 2       | Samedi 13 novembre 2010 (20:45-22:20) | 2 916 000                     | 13,7 %                                  | [ 7 ]     |
| 3       | Samedi 20 novembre 2010 (20:40-23:10) | 2 841 000                     | 14,3 %                                  | [ 8 ]     |
| 4       | Samedi 27 novembre 2010 (20:40-23:10) | 2 458 000                     | 11,8 %                                  | [ 9 ]     |
| 5       | Samedi 4 décembre 2010 (20:40-23:10)  | 2 571 000                     | 11,6 %                                  | [ 10 ]    |
| 6       | Samedi 11 décembre 2010 (20:40-23:10) | 2 007 000                     | 9,1 %                                   | [ 11 ]    |
| 7       | Samedi 18 décembre 2010 (20:40-23:15) | 2 572 000                     | 11,4 %                                  | [ 12 ]    |
| 8       | Samedi 25 décembre 2010 (20:40-23:15) | 2 655 000                     | 13,9 %                                  | [ 13 ]    |

Légende
- plus hauts scores d'audiences
- plus bas scores d'audiences

### Duos de choc: Ils nous disent tout
| Émission | Jour et horaire de diffusion          | Téléspectateurs en million(s) | Parts de marché (sur les 4 ans et plus) | Référence |
| -------- | ------------------------------------- | ----------------------------- | --------------------------------------- | --------- |
| 1        | Samedi 18 décembre 2010 (23:15-00:15) | 800 000                       | 8,4 %                                   | [ 12 ]    |
| 2        | Samedi 25 décembre 2010 (23:15-00:50) | 1 170 000                     | 13,1 %                                  | [ 13 ]    |

Légende
- plus hauts scores d'audiences
- plus bas scores d'audiences